# Come into My Life (album Gala)
Come into My Life è l'album di debutto della cantante dance Gala uscito nel 1998.

## Tracce
1. Keep the Secret
2. Come into My Life
3. Suddenly
4. Freed from Desire
5. Let a Boy Cry
6. Summer Eclipse
7. Dance or Die
8. Come into My Life
9. 10 O'Clock
10. Freed From Desire

## Classifiche
| Paese             | Posizione più alta |
| ----------------- | ------------------ |
| Belgio (Fiandre)  | 28                 |
| Belgio (Vallonia) | 16                 |
| Francia           | 32                 |
| Paesi Bassi       | 20                 |
| Svizzera          | 49                 |